# タンジェ＝アシラー県
タンジェ＝アシラー県（タンジェ＝アシラーけん、フランス語: Tangier-Assilah Prefecture、アラビア語: عمالة طنجة أصيلة）は、 タンジェ＝テトゥアン＝アル・ホセイマ地方の北部に位置する県。州都はモロッコで3番目に人口が多いタンジェ。また、タンジェはタンジェ＝テトゥアン＝アル・ホセイマ地方の首府でもある。

## 地理
北はジブラルタル海峡、東は大西洋に面している。東はタンジェ＝テトゥアン＝アル・ホセイマ地方のファフス＝アンジュラ州とテトゥアン州、南はアライシュ州に隣接している。
タンジェ＝アシラー県はタンジェ＝テトゥアン＝アル・ホセイマ地方の他州・県に比べ起伏が少なく、沖積層によってできた平地が沿岸に広がる。また、タンジェ＝アシラー県内にはリフ山脈から大西洋やジブラルタル海峡に流れるいくつもの川がある。また、県の北西にはジブラルタル海峡と大西洋の境界のスパルテル岬。

### 気候
地中海性気候に分類され、夏は気温が高く乾燥し冬には気温が下がり降水量が多くなる。平均年間総雨量は700から1000mmである。また、大西洋に面していることから冬には温帯低気圧の影響を受けやすく強風や豪雨に見舞われることもある。

## 人口
2020年の人口は1,214,841人と推定される。また、最後の国勢調査の2014年の調査では、タンジェ＝アシラー県の人口は1,065,601人のであった。人口密度は約1234人/Km²。タンジェ＝テトゥアン＝アル・ホセイマ地方で一番人口が多い州・県である。2004年の国勢調査では786,961人だった。

## 経済・産業
タンジェ＝アシラー県は周辺よりも圧倒的に人口が多いため、第三次産業が他の地域よりも発展している。カサブランカ県に次いでモロッコで2番目に経済が活発である。また県内にはタンジェ地中海特別庁が運営する345haにも及ぶフリーゾーン(自由貿易地区)のタンジェ・フリーゾーンがあり、2007年時点では383社が設立され3万7000人の雇用を生み出している。また隣接するファフス＝アンジュラ州のタンジェ＝アシラー県境付近にもアフリカ最大の自動車工場を含む2つのフリーゾーンがある。これらの工場は鉄道でファフス＝アンジュラ州のタンジェMED港やモロッコ国内の各都市と結ばれている。

### 産業別データ[3]
- 農業 - 2015年には24,468トンの野菜が収穫された。最も収穫量が多かったのはメロンの約12,000トン、次いでスイカの8,250トンである。これら2つが他の収穫量より特出して多い。果物の収穫量は56,677トン。最も多いのがオリーブの約28,656トン、次いでイチジクの約25,835トン。これらの収穫量は収穫量3位のアンズの315トンの数十倍にも及ぶ。
- 畜産 - 2014年の家畜頭数は約18万に達し、そのうち63%が羊である。
- 漁業 - 2014年には県内に3456人の漁師がいた。収穫量は1300万トンに達した。
- 工業 - 2013年時点で県内には5つの工業地帯が存在する。工場の半数に及ぶ49%は繊維・皮革産業である。工業によって79,711人の雇用が創出され、240億モロッコ・ディルハムのGDPを総している。
- 観光業 - 2015年時点では10,036人を収容できる合計82のホテルが存在する。2015年には904,377泊だった。

## 教育[3]
2014年の国勢調査によると、10歳以上の識字率は78.2%である。これはタンジェ＝テトゥアン＝アル・ホセイマ地方の識字率の69%より高い数値である。だが、都市部と農村部での拡散は激しく都市部では79.4%の一方、農村部では57.9%である。テトゥアン州の小学生(7歳から12歳)の就学率は94.6%である。また、41.4%の人がアラビア語とフランス語の読み書きができる。
2015年時点の各施設数:
- 幼児教育 - 618施設。全体の78%が都市部に集中している
- 初等教育 - 259校
- 前期中等教育 - 96校
- 後期中等教育 - 48校
- 大学 - アブドマラク アル・サイード大学（英語版）など

## 交通
タンジェ＝アシラー県は地中海を挟んでヨーロッパに近いことから交通面でも重要な県である。また2018年にはカサブランカやラバトといった大都市を結ぶタンジェ＝カサブランカ高速鉄道が開通している。

### 鉄道
タンジェ市内のタンジェ・ヴィル駅を起点にタンジェ＝カサブランカ高速鉄道が開通している。また、タンジェ・ヴィル駅には在来線もセ゚されており、フェズ・ウジダ・ナドールなどのモロッコ東部や、カサブランカや、夜行列車でマラケシュなどにも接続されている

### 道路
2015年時点でタンジェ＝アシラー県には総延長289.1Kmに及ぶ道路が敷かれている。うち県道が約47%の136Kmを占める、次いで国道が約28%の80.7Kmを占め、高速道路が約16%の48Km。

また、2013年には7,523台の車両が登録され、17,111件の免許が発行された。

### 高速道路
- オートルート A5 - 隣接するファフス＝アンジュラ州のタンジェMED港を起点にタンジェ南方の郊外を経由し大西洋と平行しラバトに至る高速道路。

### 国道
- 国道1号線 - タンジェ市内を起点に大西洋と平行して走りモロッコ南部のラーユーヌに至る。
- 国道2号線 - タンジェ市内を起点に県内では南東に向けて走りモロッコ東部のウジダに至る。
- 国道16号線 - タンジェ市内を起点に地中海と平行し走りモロッコ東部のアルジェリア国境に至る。

### 空港
県内には主にヨーロッパに就航するイブン・バットゥータ国際空港がある。2013年には国内で4位となる約80万人が利用した。

## 観光地・史跡
- タンジェ旧市街 -
- グラン・ソッコ（英語版） - タンジェ旧市街の壁外にある広場。
- グラン・モスク（英語版） - タンジェ旧市街にあるモスク
- スパルテル岬（英語版） - 県の北西に位置する岬。地中海と大西洋の境界。ここにある灯台は2012年から2023年まで発行されていた200DH札にも描かれていた[7]。
- ヘラクレスの洞窟（英語版） - 県の北西部の大西洋に面している洞窟。
- アシラー旧市街 - 旧市街の建物の壁面に絵が描かれている。この絵は毎年8月に開催される祭りで新しい絵が描かれ直され毎年街の光景が変わる[8]。

## 行政区画[9][3]

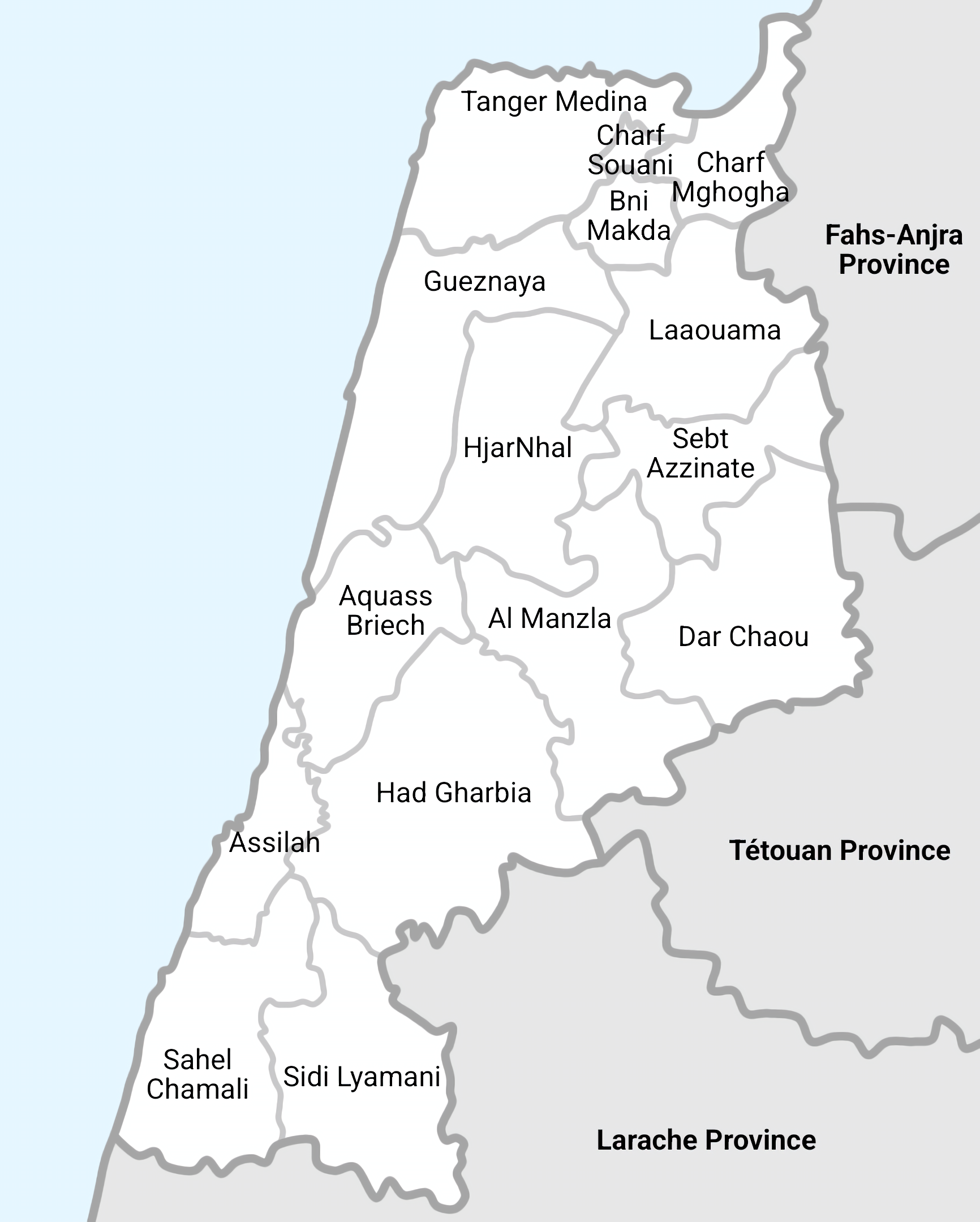
タンジェ＝アシラー県の地図

タンジェ＝アシラー県は12のコミューン(3つの都市コミューンと9つの田舎コミューン)から形成される。またタンジェコミューンは4つのアロンディスマンから形成される。
| 区画コード    | 名称          | アラビア語     | 種類             | Caidats      | Cercles | 人口 (2014年) | 備考 |
| ------------- | ------------- | -------------- | ---------------- | ------------ | ------- | ------------- | ---- |
| 01.511.01.07. | Tanger Medina | طنجة الملدينة  | アロンディスマン |              |         | 243,082       |      |
| 01.511.01.03. | Bni Makda     | بني مكادة      | アロンディスマン |              |         | 386,191       |      |
| 01.511.01.05. | Charf-Mghogha | الشرف مغوغة    | アロンディスマン |              |         | 201,122       |      |
| 01.511.01.06. | Charf-Souani  | الشرف السواني  | アロンディスマン |              |         | 117,557       |      |
| 01.511.01.01. | アシラー      | اصيلة          | 都市コミューン   |              |         | 31,147        |      |
| 01.511.01.09. | Gueznaya      | كزناية         | 都市コミューン   |              |         | 23,601        |      |
| 01.511.81.05. | HjarNhal      | حجرالنحل       | 田舎コミューン   | Boukhalef    | Assilah | 9,792         |      |
| 01.511.03.01. | Al Manzla     | املنزلة        | 田舎コミューン   | Dar Chaou    | Assilah | 2,650         |      |
| 01.511.03.07. | Dar Chaoui    | دارالشاوي      | 田舎コミューン   | Dar Chaou    | Assilah | 4,303         |      |
| 01.511.03.03. | Aquass Briech | أقواس برييش    | 田舎コミューン   | Gharbia      | Assilah | 4,993         |      |
| 01.511.03.15. | Had Gharbia   | حد الغربية     | 田舎コミューン   | Gharbia      | Assilah | 12,274        |      |
| 01.511.03.17. | Laaouama      | العوامة        | 田舎コミューン   | Laaouama     | Assilah | 8,013         |      |
| 01.511.03.05. | Sebt Azzinate | سبت الزينات    | 田舎コミューン   | Laaouama     | Assilah | 5,153         |      |
| 01.511.03.11. | Sahel Chamali | الساحل الشمالي | 田舎コミューン   | Sidi Lyamani | Assilah | 5,358         |      |
| 01.511.03.13. | Sidi Lyamani  | سيدي اليمني    | 田舎コミューン   | Sidi Lyamani | Assilah | 10,365        |      |